# Teatro Ditirammu
Il teatro stabile Ditirammu è un teatro di Palermo.
Il teatro si trova nel centro storico di Palermo nel mandamento tribunali e venne inaugurato nel 1995. La struttura è di forma semplice quadrangolare e conta 52 posti a sedere, risultando uno dei teatri più piccoli d'Italia. Adiacente al teatro è presente un piccolo museo dal nome CantoMUSEO che racconta la storia di una famiglia palermitana da secoli legata al mondo dell'arte e del teatro.
Le origini della Compagnia di Canto Popolare Ditirammu (proveniente dal termine Ditirambo: antichissima tecnica recitativa di origine greca che inneggia al dio Bacco e al vino), risalgono all’antica formazione di canto folklorico costituitasi negli anni ‘30 grazie alla Direzione Artistica del Maestro Carmelo Gioacchino e alle ricerche musicali di Giovanni Varvaro (chitarra, friscaletto e marranzano), fondatore con Rizzo e Corona del movimento futurista del primo novecento siciliano.
Gioacchino e Varvaro continuarono un lavoro di ricerca e di recupero del folklore degli ambienti popolari, iniziato alcuni decenni prima da insigni ricercatori come Giuseppe Pitré, che lo stesso Varvaro ebbe modo di frequentare nella Libreria Internazionale Reber al Càssaro, di proprietà dello zio Luigi Pedone Lauriel e ritrovo di tanti artisti, letterati e uomini di cultura di quel tempo a Palermo, e il musicista Alberto Favara.
Aggiungendo a tale studio sia la riproposta per l’aspetto del sentimento che la rielaborazione polifonica dei brani, Varvaro fondò a Palermo nel 1934 (in occasione del matrimonio del Principe Ereditario Umberto di Savoia con Maria José, omaggiati con una rassegna di cori folklorici da tutte le Regioni per rappresentare la Nazione intera) il Coro della Conca d’Oro, il primo dei cori folklorici siciliani e attivo fino alla fine degli anni ‘50. Il Coro si esibì in numerose manifestazioni sia nazionali che internazionali, vincendo nel 1955 il Campanile d’Oro, premio della competizione nazionale radio-televisiva fra tutte le Regioni d’Italia.
Giovanni Varvaro e Irene D’Onufrio, rispettivamente zio e madre di Vito Parrinello e componenti del Coro della Conca d’Oro, hanno in seguito coinvolto con la loro musicalità figli e nipoti, trasferendo ad essi il modo interpretativo del sentimento popolare siciliano.
Fino a qualche anno prima della sua scomparsa avvenuta a 84 anni, nel 1973, ‘u ‘zu Giuvanninu, continuò a fare amare le melodie popolari diffondendole con ugual sentimento tramite i suoi allievi e, tra questi, Vito Parrinello (chitarra) e Rosa Mistretta (canto popolare) che ne hanno seguito attentamente gli insegnamenti, messi a frutto in successive formazioni e continuando una tradizione di famiglia che dal 1995, seguendo un “viaggio” di ricerca e riproposizione, trova la sua sintesi nella Compagnia di canto e memorie popolari Ditirammu e prosegue nelle espressione artistiche dei figli Elisa (direzione artistica, teatro, danza popolare e creativa, canto e sceneggiatura teatrale) e Giovanni (tamburello e percussioni).
La collaborazione col professore Antonino Buttita e la moglie Elsa Guggino, entrambi antropologi, e l’opportunità avuta in occasione di visite animate al Museo Etnografico “Giuseppe Pitré”, ha permesso a Vito e Rosa di restituire al pubblico antichi Canti come l’antico “Triunfu pi Santa Rosalia”, portato in scena in occasione di u’ Fistinu, cioè i festeggiamenti in onore della Santa patrona di Palermo; oppure di integrarli in spettacoli come “Ninnarò il Presepe raccontato”, durante il periodo natalizio, in cui vengono riprese alcune parti del “Viaggio Dulurusu” di un cantastorie del ‘700, Benedetto Annuleru, o ancora “Martorio”, con alcune parti di “La Simana Santa”, in occasione delle festività pasquali. Fra le tante esibizioni in varie parti del mondo, è da ricordare quella del 1 maggio 1995, quando in piazza San Pietro Vito e Rosa, accompagnati dai figli Elisa e Giovanni, cantarono in presenza di Sua Santità Papa Giovanni Paolo II, un antichissimo “Rosario della Madonna di Trapani”.
Il Teatro viene inaugurato a Palermo nello storico quartiere della Kalsa, all’interno dei locali originariamente destinati alle scuderie di Palazzo Petrulla, nel maggio del 1998. Sin dall’inizio l’Associazione si è impegnata anche per la promozione culturale dei giovani con la creazione di laboratori artistici per bambini e ragazzi già dai primi anni del 2000.
Con i suoi 52 posti a sedere, il Teatro Ditirammu è uno tra i più piccoli in Italia e certamente l’unico del genere in Sicilia.
Sulle pareti e nelle vetrine espositive degli ambienti del teatro sono raccolti per essere mostrati al pubblico tanti ricordi legati alla famiglia, agli spettacoli e alle attività della Compagnia di Canto Popolare.
Attività sempre continua con gli spettacoli folk di canti e danze della tradizione popolare con un repertorio musicale comprendente alcune catalogazioni effettuate tra l’’800 e il ‘900 che include i canti di lavoro, le preghiere, gli scongiuri e le note d’amore per la donna amata, le cialome della mattanza e i canti dei pescatori di corallo; con la messa in scena degli spettacoli ‘rituali’ come “Ninnarò il Presepe raccontato” per Natale, “Martorio” per Pasqua e il “Triunfu pi Santa Rosalia” a luglio, con spettacoli di prosa dialettale e per bambini e la rassegna estiva Baglio del Ditirammu nella scenografica cornice dell’atrio di Palazzo Petrulla.
L’impegno per la promozione culturale dei giovani ha portato alla creazione della scuola teatrale DitirammuLab di Elisa Parrinello, rivolta ai giovani dagli 8 ai 18 anni, luogo destinato al gioco-lavoro e al divertimento teatrale, gestita da esperti professionisti e insegnanti specializzati, la quale scuola ha già all’attivo la messa in scena di alcuni spettacoli teatrali (Ur e l’esercito della Salvezza; In mio onore; La 101 fermata a richiesta) scritti e diretti da Elisa stessa, e di BumBum percussioni a cura di Giovanni Parrinello, percussionista del gruppo Tamuna, vincitori del Premio Andrea Parodi nel 2014 e del Premio Fabrizio De André nel 2016, i quali hanno ricevuto nel 2017 la Tessera preziosa del Mosaico Palermo, che premia le eccellenze della città.